# Fűrész (település)
Fűrész (szlovákul: Píla) község Szlovákiában, a Besztercebányai kerületben, a Losonci járásban.

## Fekvése
Losonctól 20 km-re, északnyugatra fekszik.

## Története
A település a 14. században keletkezett, 1456-ban említik "Fyryz"alakban először. 1502-ben "Fyreez" néven szerepel az írott forrásokban. A divényi uradalom része volt. A 18. század első felében egy árvíz elpusztította. 1828-ban 24 házában 142 lakos élt. Lakói mezőgazdasággal, állattartással foglalkoztak.
Vályi András szerint: "FŰRÉSZ. Magyar falu Nógrád Vármegyében, földes Urai Gróf Balassa, és Gróf Zichy Uraságok, lakosai katolikusok, fekszik Divinynek szomszédságában, mellynek filiája, határja soványas, tulajdonságai hasonlítanak Bolgaromhoz, harmadik Osztálybéli."
Fényes Elek szerint: "Fürész, tótul Pila, tót falu, Nógrád vmegyében, Vámos falutól 1/2 a bányavárosi országuthoz pedig félnegyed órányira, egy szük és mély völgyben. E helyen hajdan fürészmalmok voltak, s innen vette nevét. Határa 1700 hold, u. m. 10 h. belsőség, 1057 h. szántó, 244 h. rét, 380 h. erdő, 9 h. árkos tér. Urbéri szántó van 46, rét 20 hold; lakosok kezén levő irtási szántó 1007 h., rét 206 hold; majorsági belsőség 2, föld 2, rét 18, erdő 380 hold. Földje agyagos, a hegyeken könnyü de köves. Népessége 66 r. kath., és 330 ágostai. A helységen keresztül folyik a Fürész patak, s a falu alatt egyesül a Kriványi patakkal. Malma van a Fürész völgyében. Birtokosa id. gr. Zichy Ferencz mint senior, és gr. Kálnoky Gusztáv."
Nógrád vármegye monográfiája szerint: "Fürész. (Azelőtt Pila.) A Krivány-patak mentén fekvő kisközség. Házainak száma 103, lakosaié 673, a kik tótajkúak és nagyobbára róm. kath. vallásuak. Postája, távírója és vasúti állomása Vámosfalva. 1502-ben Divény várának a tartozékai között szerepel. 1548-tól Balassa Zsigmond volt a földesura. 1660-ban pedig Balassa Imre. Lakosai a XVIII. század elején a vízáradások következtében szenvedett károk miatt a szomszéd falukba költöztek és 1715-ben csak négy tót háztartással szerepel. 1720-ban nem is szerepel. Az úrbéri rendezés alkalmával, 1770-ben gróf Zichy Ferencz és gróf Balassa Pál voltak a földesurai 1848-ig. Most is a gróf Zichy-féle senioratus uradalmaihoz tartozik."
A trianoni békeszerződésig területe Nógrád vármegye Gácsi járásához tartozott.

## Népessége
| Év:            | 1994. | 2004.    | 2014.   | 2024.   |
| -------------- | ----- | -------- | ------- | ------- |
| Emberek száma: | 293   | 262      | 265     | 251     |
| Eltérés:       |       | -10,58 % | +1,14 % | -5,28 % |

| Év:            | 2023. | 2024.   |
| -------------- | ----- | ------- |
| Emberek száma: | 251   | 251     |
| Eltérés:       |       | +1,42 % |

1910-ben 758-an, túlnyomórészt szlovák anyanyelvűek lakták.
2001-ben 264 lakosából 262 szlovák volt.
2011-ben 272 lakosából 263 szlovák volt.
2021-ben 248 lakosából 243 szlovák, 1 (+1) magyar (0,4%), (+1) cigány, 1 cseh, 2 (+2) egyéb és 1 ismeretlen nemzetiségű volt.

## Külső hivatkozások
- Községinfó
- Fűrész Szlovákia térképén
- E-obce.sk